# Karsten Schmeling
Karsten Schmeling, född den 13 januari 1962 i Hennigsdorf i Tyskland, är en östtysk roddare.
Han tog OS-guld i fyra med styrman i samband med de olympiska roddtävlingarna 1988 i Seoul.